# Юшкевич, Юлия Валерьевна
Юлия Валерьевна Юшкевич (14 сентября 1980) — российская футболистка, защитник. Выступала за сборную России. Участница чемпионата мира 1999 года. Мастер спорта России (1999).

## Клубная карьера
Воспитанница ДЮСШ города Вязьмы, где занималась в отделении лёгкой атлетики. Параллельно играла в футбол с мужским командами. По совету знакомого поехала на просмотр в калужскую «Калужанку», где её приняли в состав. В Калуге её первым тренером стал Юрий Прохоров.
Дебют за «Калужанку» в чемпионате России состоялся в 1996 году. В 1999 году стала игроком «Рязань-ТНК». Вместе с командой становилась чемпионкой России (1999, 2000), завоёвывала бронзовые награды чемпионата (2001, 2002), трижды становилась финалисткой Кубка России (1999, 2000, 2001). Входила в список 33 лучших футболисток по итогам сезона (1999, 2000, 2002, 2003). Участница Кубка УЕФА 2001/02, где отличилась забитым голом в ворота греческой «Кавалы». Параллельно с футболом училась на факультете физической культуры и спорта Рязанского государственного педагогического университета им. С. А. Есенина, который окончила в 2004 году. Училась в одной группе с одноклубниками по «Рязани-ТНК» Армине Геворгян и Еленой Юрковой.
В составе «Россиянки» из подмосковных Химок стала чемпионкой России 2005 года. В 2008 году являлась администратором «Россиянки». Получила дополнительное образование в Московском государственном университете технологий и управления, окончив факультет психологии в 2006 году, а в 2009 году получив специальность «менеджмент в спортивной индустрии».

## Карьера в сборной
Выступала за сборную России. 11 октября 1998 впервые выступила
за сборную. В 1999 году Юрий Быстрицкий включил Юшкевич в заявку сборной на чемпионат мира 1999 в США, где россиянки дошли до 1/4 финала.

## Достижения
«Рязань-ТНК»
- Чемпион России (2): 1999, 2000
- Бронзовый призёр чемпионата России (2): 2001, 2002
- Финалист Кубка России (3): 1999, 2000, 2001

«Россиянка»
- Чемпион России: 2005
- Серебряный призёр чемпионата России: 2004
- Финалист Кубка России: 2004